# Hendrik van Baar
Henricus Theodorus Alouisius (Hendrik) van Baar (Deurne, 19 mei 1827 - aldaar, 14 december 1878) was een Nederlands ambtenaar en burgemeester.

## Leven en werk
Van Baar werd geboren als zoon van Hendrik van Baar, de eerste arts in Deurne die universitair afgestudeerd was, en Paulina L. van de Mortel, zus van de vorige burgemeester.
Van Baar was gemeentesecretaris en werd burgemeester in 1854, als opvolger van zijn oom. Hij kwam diverse malen in opspraak, onder meer doordat hij geregeld dronken bleek tijdens de uitoefening van zijn ambt. Tijdens zijn ambtsperiode werd verder een liefdehuis gebouwd van de Zusters Franciscanessen uit Veghel. Bij de bouw van dat klooster ontstond nog een schandaal waar Van Baar op werd aangekeken. In 1861 trad hij terug, en werd hij opgevolgd door zijn neef Andries Hubertus van de Mortel.